# Асалха пуджа
Асалха пуджа (тайск. อาสาฬหบูชา), другое название «День дхармы» — буддийский фестиваль традиции тхеравада, проводимый в июле, а точнее в полнолуние восьмого месяца лунного календаря. Фестиваль отмечается в Таиланде, Камбодже, на Шри-Ланке, в Лаосе, Мьянме, Индонезии и других странах, где распространена буддийская традиция тхеравада. В Таиланде асала пуджа наряду с кхао панса — один из важнейших праздников в году и является государственным праздником, во время которого запрещена торговля и употребление алкоголя.
Асалха пуджа отмечает первую проповедь Будды Шакьямуни, которую он провёл в Сарнатхе для своих пяти последователей и разъяснил учение о четырёх благородных истинах. После того, как Будда произнёс свою первую проповедь, его ученик, аскет Конданна, получил просветление, став первым буддийским монахом. Будда благословил его и наложил на него первые два монашеских обета: обет нестяжательства и обет избегать желаний, которые ведут к страданию. Другое название праздника — День дхармы, что отмечает его как празднование основания первой буддийской общины и начала миссионерской работы. Таким образом, Асалха Пуджа перекликается с христианской Пятидесятницей.
Традиционно в этот день принято посещать местные буддийские храмы и монастыри, оставляя пожертвования, слушать проповеди, а также изучать тексты. Широко распространён обычай мирян давать обеты помощи местным монахам или духовного самосовершенствования ради укрепления своей веры.
Хотя праздничные дни в буддизме не являются выходными, как, например, шаббат или пасха, в ряде буддийских стран под влиянием западной культуры Асалха пуджа стал официальным выходным днём.
В Таиланде в честь праздника устраиваются шествия и процессии со свечами. В Бангкоке король принимает участие в праздновании асалха пуджи.
В Тибетском буддизме этот праздник носит название «чокор дучен» (тиб. ཆོས་འཁོར་དུས་ཆེན།), что переводится как «День колеса дхармы». Как символ распространения учения в Тибете в этот день выносят на улицу буддийские тексты и выставляют их на длинных деревянных блоках.
В Индонезии асалха пуджа отмечается в храме Мендут, расположенном в трёх километрах от Боробудура.
На следующий день после асалха пуджа начинается трёхмесячный пост васса (в Таиланде: ван кхао панса тайск. วันเข้าพรรษา), длящийся почти весь сезон дождей.